# Daniellia
Daniellia é um género de legume da família Fabaceae.
Este género contém as seguintes espécies:
- Daniellia klainei
- Daniellia oblonga